# Milan Rúfus
Milan Rúfus (Závažná Poruba, 10 de diciembre de 1928 — Bratislava, 11 de enero de 2009) fue un poeta, ensayista, escritor de literatura infantil, traductor y académico eslovaco. Rúfus es uno de los poetas eslovacos más traducidos en el mundo.

## Biografía
Milan Rúfus nació en una familia de albañiles de Závažná Poruba, en la región de Žilina. Después de graduarse en 1948 en la Liptovský Mikuláš, estudió literatura e historia eslovaca en la Facultad de Bellas Artes en la Universidad Comenius de Bratislava. De 1952 hasta su retiro en 1989, fue lector en la Universidad de Comenius en historia y literatura eslovaca. De 1971 a 1972 dio clases de estas materias en la Universidad de Nápoles. Se retiró en 1990 y
vivió con su familia en Bratislava. El 11 de enero de 2008, Rúfus murió un mes después de 80.º aniversario, en el Hospital Universitario de esa ciudad.

## Obra
Rúfus publicó sus primeros poemas en las revistas Prameň, Nový rod, Mladá tvorba y Borba en la década de los 40. Su primera recopilación, Až dozrieme se editó en 1956. Až dozrieme fue un gran avance en la comprensión de la poesía en ese período. Su trabajo fue influenciado por el simbolismo, mientras que también exhibió fuertes sentimientos sociales. Sus fuentes de inspiración incluyen el arte popular eslovaco, las composiciones de varios pintores eslovacos y también el trabajo del fotógrafo Martin Martinček.
Su poesía es conocida por la forma en que incorporó los valores morales y de la vida, el amor, la verdad, la belleza, el sufrimiento y la tragedia de los seres humanos y del mundo durante la segunda mitad del siglo XX. Sus obras reflejan su búsqueda del sentido y la esencia de la vida, mostrando tanto la percepción como la sensibilidad. En sus poemas, ahondó en las penas de la vida, las incertidumbres, los placeres, la felicidad y también las resistencias. Se le atribuye el mérito de recordar al pueblo eslovaco que se aferrara a sus tradiciones durante la época comunista.
En el apartado de los ensayos, en el libro Človek, čas a tvorba examina las cuestiones de la poesía y su relación con la verdad, la patria y el tiempo. Hacia el final de su vida también publicó Báseň a čas y Vernosť.
Además de escribir para adultos, es conocido por su literatura infantil. Un libro para niños, Modlitbičky (Pequeñas oraciones) ha sido su obra más exitosa. Como traductor produjo una versión eslovaca de Peer Gynt de Henrik Ibsen.

## Premios y distinciones
Rúfus, cuyas obras han sido traducidas a más de 20 idiomas, había sido nominado para el Premio Nobel de Literatura en múltiples ocasiones a partir de 1991. Se convirtió en el primer ganador del Premio Internacional Crane Summit de poesía 2008, presentado en Bratislava el día de su cumpleaños, el 10 de diciembre de 2008. Como parte del premio, sus poemas han sido traducidos al chino. 
En 1998, un planeta menor, 33158 Rúfus, fue bautizado en su honor. El 10 de diciembre de 2013, un Doodle de Google celebró su vida y obra.